# Manshūkoku Hikōki Seizo
La Manshūkoku Hikōki Seizo, in inglese Manchuria Airplane Manufacturing, era una industria aeronautica dello stato fantoccio del Manciukuò, attiva dal 1938 al 1945.

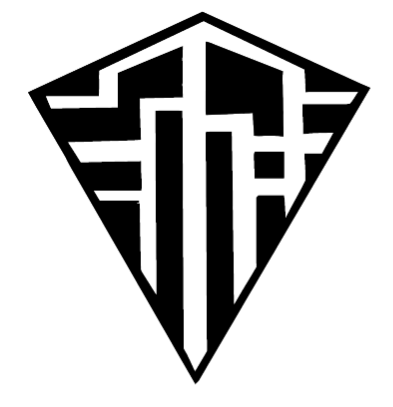
Emblema della Manchurian Aircraft Manufacturing Company

## Storia
Venne fondata nel 1938 sotto la supervisione del Governo giapponese. Utilizzata come filiale della azienda aeronautica Nakajima. Lo stabilimento più importante si trovava ad Harbin (Manciuria).
La Manshū dal 1941 al 1945 produsse circa 2.196 aerei e circa 2.168 motori. L'azienda durante il secondo conflitto mondiale riparò molti velivoli dell'aviazione militare del Manchukuo e dell'Aeronautica militare dell'esercito Imperiale Giapponese di stanza a Manchukuò.
Nel 1945 l'Armata Rossa confiscò la fabbrica e l'equipaggiamento dell'azienda riportando tutto in Unione Sovietica.

## Produzione autorizzata
Manshū produsse una varietà di velivoli giapponesi con accordi di produzione su licenza:
- Kawasaki Ki-10

- Kawasaki Ki-32
- Kawasaki Ki-45
- Kawasaki Ki-61
- Kawasaki Type 88
- Mitsubishi Ki-15
- Mitsubishi Ki-30
- Mitsubishi Ki-46
- Manshū Super Universal
- Nakajima Ki-27
- Nakajima Ki-34
- Nakajima Ki-43Ia
- Nakajima Ki-44Ia
- Nakajima Ki-84
- Nakajima Ki-116
- Nakajima Type 91
- Tachikawa Ki-9
- Tachikawa Ki-54
- Tachikawa Ki-55

## Altri velivoli
La fabbrica creò un certo numero di aerei in modo indipendente:
- Manshū Hayabusa I, II, e III
- Manshū Ki-79 (Nakajima Ki-27)
- Manshū Ki-71
- Manshū Ki-98

Restarono tutti sulla carta, tranne il Ki-97 che raggiunse la produzione di massa.